# Mount Elder
Mount Elder ist ein rund 940 m hoher Berg auf Elephant Island im Archipel der Südlichen Shetlandinseln. Er ragt zwischen dem Endurance-Gletscher und Mount Pendragon auf.
Das UK Antarctic Place-Names Committee benannte ihn am 5. Januar 1972 nach John Pullar Elder, Geodät der British Joint Services Expedition (1970–1971).